# Fahrzeit
Fahrzeit (oder Fahrtdauer, Fahrtzeit; englisch travel time) ist der Zeitraum, den ein Fahrzeug für eine bestimmte Wegstrecke benötigt, um durch eine Ortsveränderung vom Ausgangsort zum Zielort zu gelangen.

## Allgemeines
Als Fahrzeuge kommen Landfahrzeuge, Wasserfahrzeuge und Luftfahrzeuge in Frage. Im Luftverkehr wird meist von Flugzeit (oder Flugdauer) gesprochen. Es handelt sich um Transport- oder Verkehrsmittel, die dem Personen- und/oder Gütertransport dienen. Dieser Transport unterliegt einem Transportrisiko, zu dem auch die Fahrzeit gehört. Der Personen- und Gütertransport kann durch Verspätungen die geplante Fahrzeit überschreiten, was ein temporales Transportrisiko darstellt. Die Fahrzeit ist Grundlage bei der Erstellung von Fahr- und Flugplänen.

## Faktoren und Berechnung
Die Fahrzeit hängt ab von der Art des Transport- oder Verkehrsmittels, von dessen technischen Daten (Reisegeschwindigkeit, zulässige Gesamtmasse), dem Verkehrsträger als Transportweg und der Entfernung zwischen Ausgangsort und Zielort. Unterschiedliche Witterungseinflüsse (Niederschlag, Seegang, Strömungsgeschwindigkeit, Jetstream, Wind), Beschaffenheit (etwa der Straßenbelag), Verkehrsaufkommen (Hauptverkehrszeit) oder Wartezeiten (Ampeln, Verkehrsstau) können bei demselben Verkehrsträger (Straße, Wasserstraße oder Luftstraße) und identischer Streckenführung zu unterschiedlichen Fahrzeiten führen.
Die Fahrzeit {\displaystyle t} ergibt sich aus der Fahrstrecke {\displaystyle s} und der Geschwindigkeit {\displaystyle v}:
{\displaystyle t={\frac {s}{v}}}.
Für eine Strecke von 600 km ergibt sich bei einer konstanten Geschwindigkeit von 100 km/h eine Fahrzeit von 6 Stunden.
Fahrzeiten im Individualverkehr können mittels Routenplanern oder auch mit Hilfe von Navigationssystemen ermittelt werden. Die Fahrtzeit ist ein wichtiger Faktor für die Bestimmung der Wahrscheinlichkeit bei der Wahl dieser Route. Sie fließt somit in die Prognose von Verkehrsströmen und die zu erwartende Verkehrsdichte auf neue oder veränderte Verkehrswegen ein.

## Straßenverkehr
Bei Nahverkehr oder Fernverkehr steht meist die Entfernung im Vordergrund. Für den Verkehr mit Straßenbahnen (§ 40 Abs. 1 PBefG) sind Fahrpläne vorgeschrieben, welche die Führung der Linie mit Anfangs- und Endpunkt, Haltestellen und Fahrzeiten ausweisen. Der Fahrplan richtet sich vor allem nach der für eine Strecke vorgesehenen Fahrzeit.
Nach § 8 Abs. 1 PBefG liegt öffentlicher Personennahverkehr vor, wenn im Zweifel in der Mehrzahl der Beförderungsfälle eines Transportmittels die gesamte Reiseweite 50 Kilometer oder die gesamte Fahrzeit eine Stunde nicht übersteigt.
Fahrzeiten setzen sich im Tachograph aus den Lenk- und Ruhezeiten zusammen.

## Schienenverkehr
Im Eisenbahnwesen ist die Fahrzeit die Grundlage für den Fahrplan, dabei werden reine, planmäßige und kürzeste Fahrzeiten unterschieden. Die reine Fahrzeit ist die notwendige minimale Fahrzeit, planmäßige Fahrzeit ist die aus der reinen Fahrzeit zuzüglich der Fahrzeitzuschläge für das Bremsen und Anfahren, für Langsamfahrstellen und Überholungen sowie für die Einhaltung des Fahrplans notwendiger Sicherheitszuschläge (Pufferzeiten) berechnete Fahrzeit.
Kürzeste Fahrzeit ist die unter Beachtung der zulässigen Höchstgeschwindigkeit und unter Ausnutzung der vollen Antriebsleistung des Transportmittels erreichbare Fahrzeit. Ein Fahrzeitzuschlag ist der im Fahrplan vorgesehene Teil der Fahrzeit, der über die reine Fahrzeit hinausgeht. Im Fahrplan ist ein Regelzuschlag enthalten, der Unregelmäßigkeiten (Witterung, Haltezeitverlängerung an Bahnhöfen) berücksichtigt.
Werden zur Fahrzeit noch Aufenthaltszeiten an Haltestellen und weitere Behinderungszeiten hinzugerechnet, entsteht daraus die Reisezeit (gelegentlich auch als Beförderungszeit bezeichnet).
Der Schienenpersonennahverkehr ist nach § 2 Abs. 12 AEG „ein Verkehrsdienst, dessen Hauptzweck es ist, die Verkehrsbedürfnisse im Stadt-, Vorort- oder Regionalverkehr abzudecken. Das ist im Zweifel der Fall, wenn in der Mehrzahl der Beförderungsfälle eines Zuges die gesamte Reiseweite 50 Kilometer oder die gesamte Reisezeit eine Stunde nicht übersteigt.“ Entsprechend liegt Schienenpersonenfernverkehr vor, wenn 50 Kilometer oder die gesamte Fahrzeit von einer Stunde überschritten werden.
Eine Fahrzeitabweichung vom Fahrplan wird Verspätung genannt.

## Luftverkehr
Nach der Flugzeit werden die Flugstrecken in Kurzstrecken- (Flugzeit: 2 Stunden, Entfernung: <1.000 km), Mittelstrecken- (3,5 Stunden/<3.000 km) und Langstreckenflug (>3,5 Stunden/>3.000 km/) unterteilt. Eine längere Flugstrecke bedeutet nicht unbedingt eine längere Flugzeit, Kurzstrecken weisen zum Teil längere Flugzeiten als Mittelstrecken auf. In der Luftfahrt können Nordatlantik-Tracks die Flugzeit optimieren helfen; sie werden bei Nordatlantik-Flügen eingesetzt.
Die Flugzeit (auch als Blockzeit bezeichnet) beginnt flugtechnisch mit dem Start nach dem „off block“ und endet nach der Landung mit dem „on block“.
Die kürzeste Flugzeit (englisch Minimum time track) hängt von zwei Größen ab, der Geschwindigkeit über Grund und der Entfernung vom Start- zum Zielflughafen.

## Schiffsverkehr
Schiffe benötigen wegen des besonders geschwindigkeitshemmenden Verkehrsträgers Wasser die längste Fahrzeit der meisten Transportmittel. Deshalb wird im Gütertransport auf Frachtschiffen nur nicht zeitkritisches Frachtgut transportiert. Im Personentransport werden heute Passagierschiffe überwiegend für Urlaubsreisen genutzt. In der Seeschifffahrt können Fahrzeiten auf dem gleichen Seeweg durch Meeresströmung, Seegang oder Wetter unterschiedlich ausfallen, so dass sie nur ungefähr angegeben werden können. Eine genauere Bestimmung der Fahrzeiten ist in der Binnenschifffahrt möglich. Hier kann die Fahrzeit auch durch Hoch- oder Niedrigwasser beeinträchtigt werden. Tragflügelboote als Fähren verkürzen die Fahrzeit.
Insbesondere fahren Linienschiffe (beispielsweise Containerschiffe) nach festem Fahrplan auf bestimmten Seewegen, Kreuzfahrtschiffe haben einen engen Fahrplan, der Bestandteil des Reisevertrages ist.

## Definitionen im öffentlichen Verkehr
Die Definition und Abgrenzung der einzelnen Fahrzeit-Begriffe wird im öffentlichen Verkehr wie folgt vorgenommen:
- die Fahrzeit eines Verkehrsmittels von einer Station zur nächsten Station ohne Zwischenhalte ist eine „Fahrzeit“;
- die Fahrzeit eines Verkehrsmittels von einer Station zur nächsten Station mit mindestens einem Zwischenhalt ist eine „Reisezeit“, auch wenn es sich um ein und dieselbe Linie handelt;
- die Fahrzeit von A nach B mit Umsteigen ist eine „komplexe Reisezeit“ und
- der Begriff Fahrtzeit ist synonym mit entweder „Fahrzeit“ oder „Reisezeit“, je nach vorkommenden Anwendungsfall, da „Fahrtzeit“ kein eigenständiger Begriff der Verkehrswissenschaft ist.

Umgangssprachlich werden diese Differenzierungen nicht berücksichtigt.

## Wirtschaftliche Aspekte
Transportkosten lassen sich in fahrtzeitabhängige und fahrtzeitunabhängige Kosten unterteilen. Zu ersteren gehören Lohnkosten, Treibstoffkosten und Fahrzeugkosten, zu letzteren die Gemeinkosten. Bei geringeren Fahrzeiten können deshalb die Transportkosten sinken, so dass Fahrzeiten den Beförderungstarif beeinflussen können. Der Taxitarif ist meist eine Kombination von Fahrzeit und Entfernung. Bei langer Fahrzeit können Übernachtungen an Bord (Nachtzug oder Schlafwagen, Kreuzfahrtschiff, Passagierschiff, Passagierflugzeug) notwendig werden.
Um Fahrzeiten zu verkürzen, bringt der technische Fortschritt schnellere Transportmittel hervor. Das begann unter anderem mit der Ablösung des Segelschiffs durch das Dampfschiff ab Juli 1783; die Sirius überquerte im April 1838 als erstes ausschließlich mit Dampf betriebenes Schiff in 18 Tagen den Atlantik. Heute fahren im Hochgeschwindigkeitsverkehr Hochgeschwindigkeitszüge mit Geschwindigkeiten von über 200 km/h und verringern die Fahrzeit deutlich. Der erste dieser Art war weltweit im Oktober 1964 der Shinkansen, ihm folgte im September 1981 der TGV. Die Flugzeit der im Januar 1976 eingesetzten Concorde auf ihren wichtigsten Strecken über den Atlantik zwischen Paris oder London und New York betrug mit etwa 3 bis 3,5 Stunden rund die Hälfte im Vergleich zu modernen Unterschallflugzeugen.
Die Pünktlichkeit ohne Fahrtzeitabweichung (Verspätung) ist im Güterverkehr für Lieferketten oder Just-in-time-Produktion von erheblicher Bedeutung. Im Personenverkehr können Umsteigemöglichkeiten erreicht und Termine (Besprechungen, Verhandlungen) eingehalten werden. Fahrzeiten werden deshalb im Zeitmanagement berücksichtigt. Auch die Pünktlichkeit des Seeverkehrs hatte sich seit 1912 nach der Ablösung der Segelschiffe derart verbessert, dass die Ankunft fast auf die Stunde genau berechnet werden kann.